# 圣索朗日
圣索朗日（法語：Sainte-Solange，法語發音：[sɛ̃t sɔlɑ̃ʒ]）是法国谢尔省的一个市镇，属于布尔日区。

## 地理
圣索朗日（47°8'11"N, 2°33'0"E）面积31.85 平方千米，位于法国中央-卢瓦尔河谷大区谢尔省，该省份为法国中部省份，北起卢瓦雷省，西接卢瓦-谢尔省和安德尔省，南至克勒兹省，东南接阿列省，东临涅夫勒省。
与圣索朗日接壤的市镇（或旧市镇、城区）包括：莱赛克斯当日永、布雷西、耶夫尔河畔穆兰、诺昂昂古、里扬、圣日耳曼迪皮、圣米歇尔德沃朗日、苏朗日。
圣索朗日的时区为UTC+01:00、UTC+02:00（夏令时）。

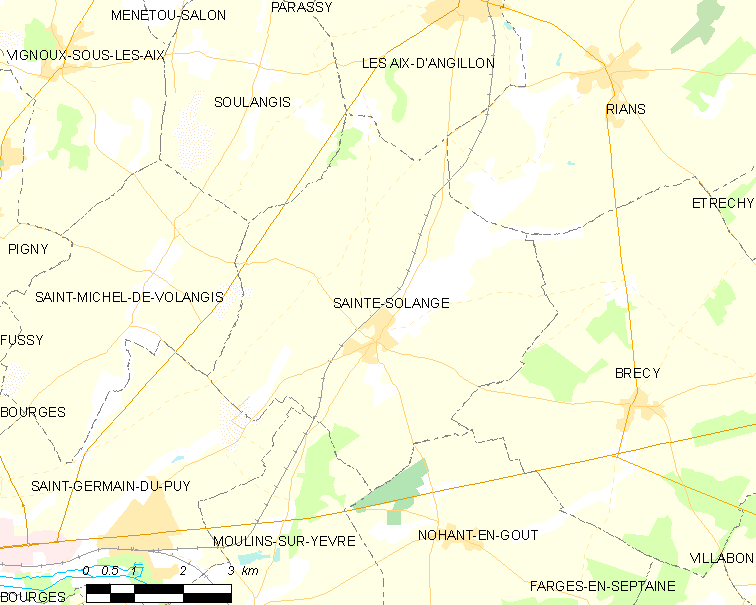
圣索朗日的OSM定位图

## 行政
圣索朗日的邮政编码为18220，INSEE市镇编码为18235。

## 政治
圣索朗日所属的省级选区为圣日耳曼迪皮县。

## 人口

1962-2008年间圣索朗日人口变化图示

圣索朗日于2022年1月1日时的人口数量为1114人。